# Beatus von Trier

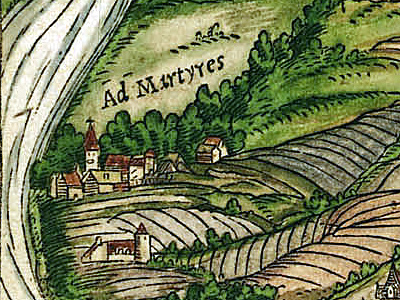
Kloster Sankt Marien: Hier lagen ursprünglich die Gebeine von Beatus

Beatus (lat: der Glückselige; * im 6. oder 7. Jahrhundert; † im 7. Jahrhundert in Trier) war ein Trierer Priester und missionierte mit seinem Bruder, dem heiligen Bantus (auch: Banthus), im 7. Jahrhundert im Westen des heutigen Deutschland in der Gegend von Hunsrück und Hochwald. Wie sein Bruder gehörte er zu einer Gruppe von Einsiedlern um den Trierer Bischof Magnerich († nach 586), die sich der Mission widmeten; das Manuskript Gesta Treverorum aus dem 12. Jahrhundert identifiziert diese Einsiedler als Wulfilacus, Ingobert, Disibod, Wendalinus, Carilelf, Bantus und Beatus.
Über Beatus ist wenig Gesichertes bekannt. Eugen Ewig nahm an, Beatus und die übrigen Einsiedler um Magnerich seien trierisch-aquitanischer Abstammung. J. Marx nannte Beatus einen Trierer Bekenner (Confessor). Beatus lebte vermutlich nahe Trier als Einsiedler. Wie Bantus rechnete auch Beatus bis ins hohe Alter zum Trierer Klerus und wurde dann in Trier beerdigt. Die sterblichen Reste von Beatus sollen laut einem Bericht noch im Jahr 975 hinter dem Hauptaltar der Abteikirche des benediktinischen Kloster St. Marien (Trier) gelegen haben. Erzbischof Poppo von Babenberg soll einen Teil der Gebeine in ein älteres Kloster außerhalb von Koblenz überführt haben. Aus dem Kloster entwickelte sich das Koblenzer Kartäuserkloster, das 1802 unter Napoleon aufgehoben wurde. Die Mönche überführten daraufhin einige Gebeine, darunter auch mehrere des Beatus, in das Pfarrhaus von Weißhaus.
Wie auch Bantus wurde Beatus aufgrund seiner Frommheit und seines Dienstes für die Trierer Kirche als Vorbild und bald auch als Heiliger angesehen. Nach einem Bericht des Abtes Eberwin von Tholey († 1040) sollen in Trier insbesondere Fieberkranke die Gräber von Beatus und Banthus aufgesucht haben, an denen es zu zahlreichen Wunderheilungen gekommen sei; der Abt selbst sei dort geheilt worden.
Dem heiligen Beatus wurden im Trierer und Koblenzer Bereich Gotteshäuser geweiht, etwa auf dem Koblenzer Beatusberg (siehe St. Beatus und Fort Großfürst Konstantin) im Stadtteil Karthause. Der Gedenktag des Beatus ist der 28. Juli.